# ديزموند موريس
ديزموند موريس (بالإنجليزية: Desmond Morris)‏ هو منافس ألعاب قوى جامايكي، ولد في 6 يناير 1961، وتوفي في 7 يناير 1989.

## وصلات خارجية
- ديزموند موريس على موقع أوليمبيديا (الإنجليزية)